# 구이면
구이면(九耳面)은 대한민국 전북특별자치도 완주군의 면이다.

## 행정 구역
- 계곡리
- 광곡리
- 덕천리
- 두현리
- 백여리
- 안덕리
- 원기리
- 평촌리
- 항가리

## 교육
- 구이초등학교 (항가리)
- 대덕초등학교 (계곡리)
- 청명초등학교 (덕천리)
- 태봉초등학교 (평촌리)
- 구이중학교 (원기리)
- 전주예술중학교 (항가리)
- 전주예술고등학교 (항가리)